# White Star Line
La Oceanic Steam Navigation Company (en español: Compañía de Navegación Oceánica a Vapor), más conocida como White Star Line, fue una compañía naviera británica dedicada al transporte de pasajeros y carga durante los siglos XIX y XX. 
La White Star es conocida principalmente por el hundimiento de uno de sus buques insignia en 1912, el RMS Titanic, así como también por el de su buque gemelo, el HMHS Britannic, durante la Primera Guerra Mundial. En 1934, se fusionó con su principal rival, la Cunard Line, formando la Cunard White Star Line. En diciembre de 1949, Cunard absorbió las acciones pertenecientes a la White Star. Fue filial de Cunard hasta 2005, cuando esta fue adquirida completamente por Carnival Corporation & plc. Actualmente,  los buques modernos de la Cunard utilizan el término White Star Service (Servicio White Star) para describir el nivel impecable de atención al cliente.

## Historia

### Inicios

Bandera de la White Star Line

La empresa fue fundada en Liverpool (Inglaterra) en 1845, con el nombre «White Star Line» por John Pilkington y Henry Threlfall Wilson, con la idea de dedicarse al floreciente comercio de oro entre Gran Bretaña y Australia. Inicialmente la flota estaba compuesta por el Blue Jacket (posteriormente, su nombre fue cambiado por el de White Star), el Red Jacket, el Ellen y el Iowa. El velero Iowa fue el primer barco que adquirió la empresa, en el año 1849. En 1863, adquirió su primer barco de vapor, el Royal Standard.
No tardó en fusionarse con la Black Ball Line y con la Eagle Line, para así pasar a llamarse Liverpool, Melbourne and Oriental Steam Navigation Company Limited. Esta fusión no prosperó, de manera que la White Star Line la abandonó y centró su actividad en el trayecto Liverpool-Nueva York, donde competía con otras navieras rivales potentes como la Cunard Line y la Inman Line. Para invertir en nuevos barcos, la empresa obtuvo préstamos del Royal Bank of Liverpool, pero la bancarrota de este en octubre de 1867 dejó a la compañía con una deuda de 527.000 libras, deuda que la llevó a la bancarrota.

### Oceanic Steam Navigation Company

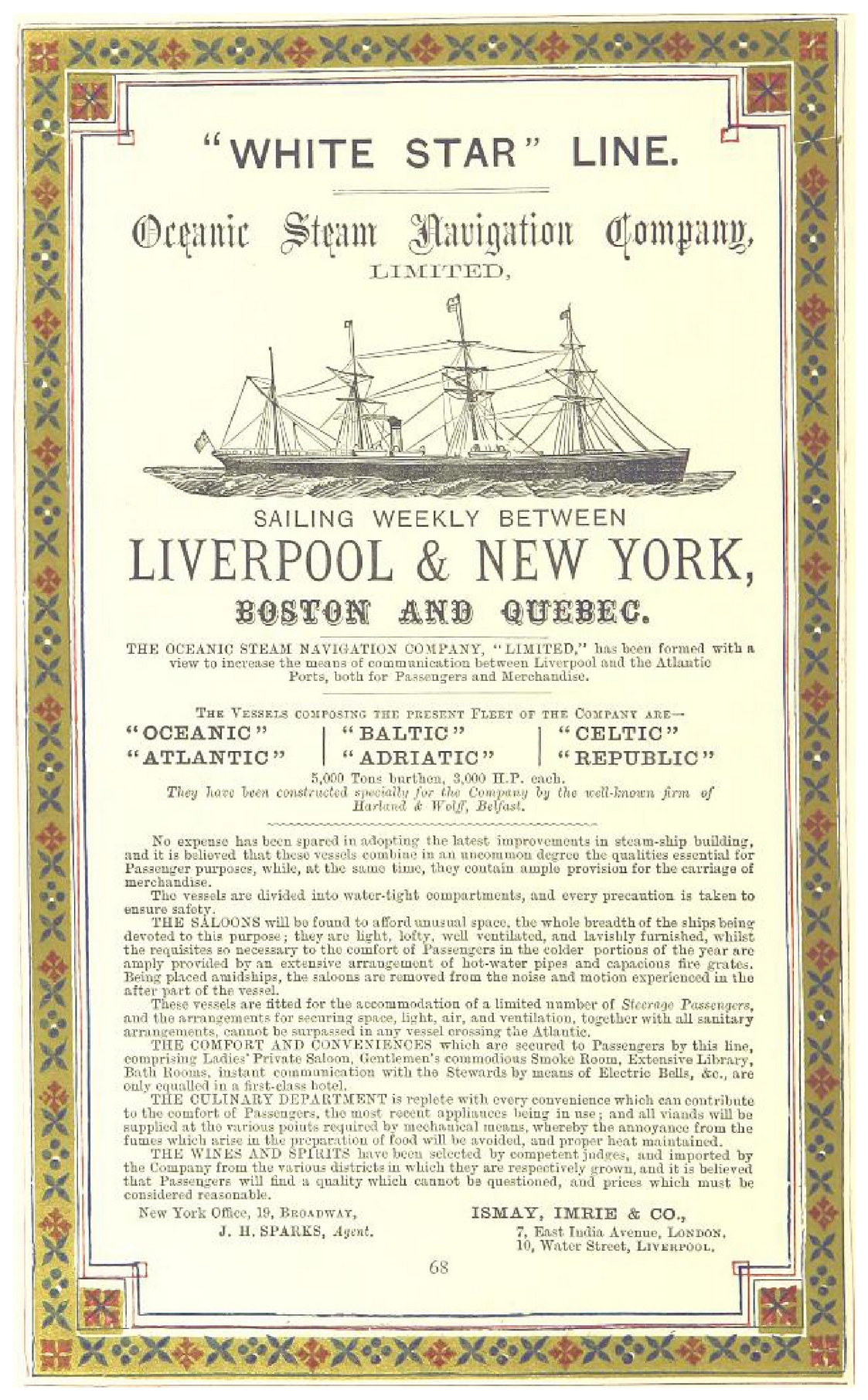
Cartel promocional de la Oceanic Steam Navigation Company, en 1872

El 18 de enero de 1868, Thomas Ismay, el director de la National Line, compró la White Star Line por 1000 libras (66 565 libras del presente) con intención de operar en la ruta del Atlántico Norte. Ismay también cambió la sede de la compañía, que a partir de entonces se encontraría en Albion House, Liverpool.
Ismay no tardó en asociarse con otros empresarios del momento. Uno de sus pactos consistía en que, si concedía a la empresa de Gustav Wolff, Harland and Wolff, la construcción de sus barcos, Gustav Christian Schwabe financiaría su recién adquirida compañía. Ismay accedió, estableciéndose una alianza entre la White Star Line y los astilleros de Belfast. La empresa constructora recibió sus primeros encargos el 30 de julio de 1869. El acuerdo consistía en que Harland & Wolff no construiría ningún barco para los competidores de la White Star Line a cambio de un porcentaje en el coste total de los barcos encargados. En 1870, William Imrie se unió a la dirección de la compañía y la TH Ismay & Co se convirtió en la Ismay, Imrie & Co., casa matriz de la Oceanic Steam Navigation Company. En cuanto el primer barco fue construido, Ismay formó la Oceanic Steam Navigation Company, que administraría los navíos en proceso de construcción. Cuatro buques fueron construidos al principio, y todos ellos formaban la clase Oceanic: el Oceanic, el Atlantic, el Baltic y el Republic. La línea empezó a operar de nuevo en 1871 en el trayecto Nueva York-Liverpool.

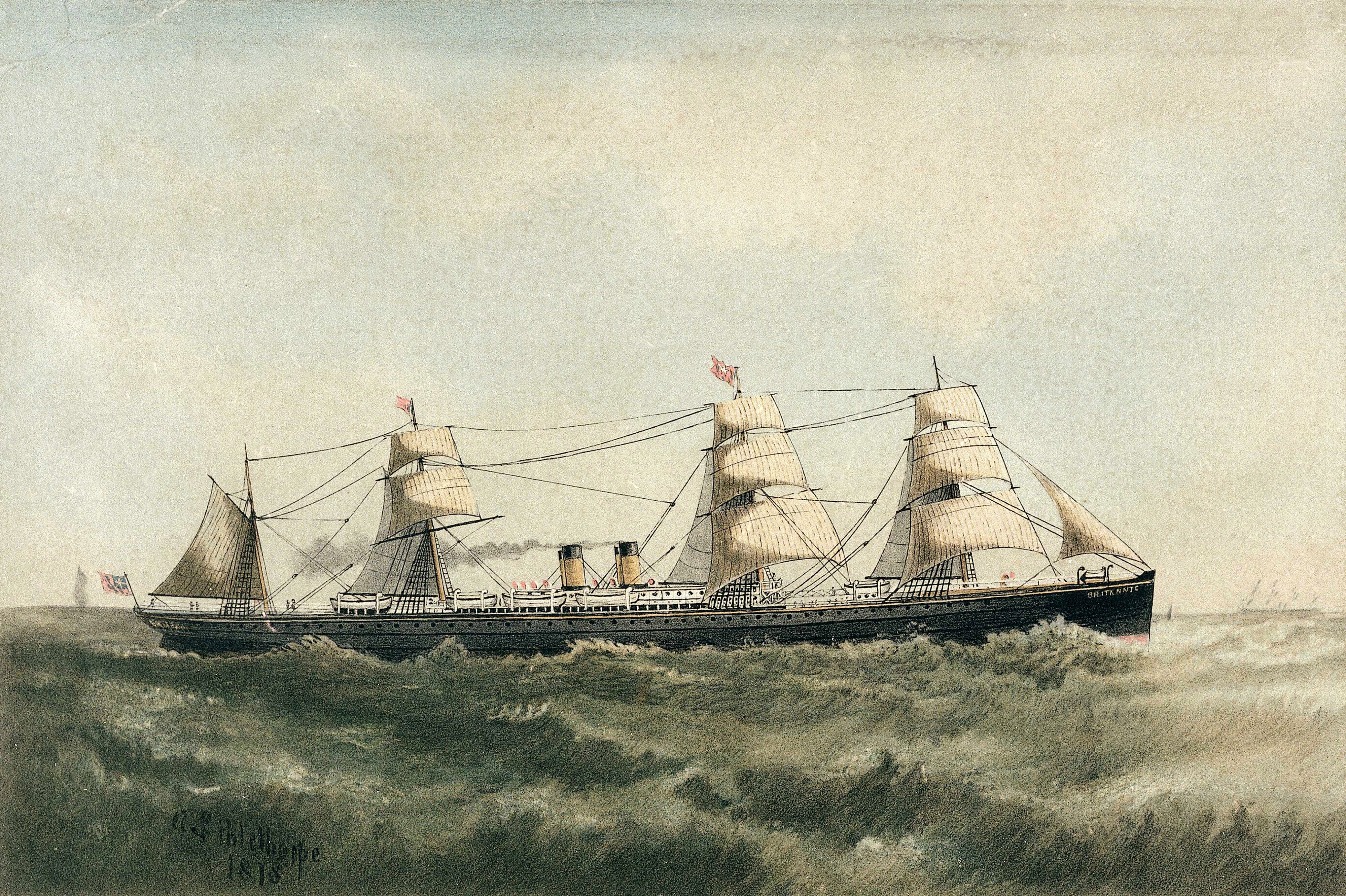
Grabado del, construido en 1874. La Belle Époque fue un periodo de auge para los transatlánticos, destacando dos navieras británicas: la White Star y la Cunard Line

Para las compañías navieras era común (y de hecho lo sigue siendo) el tener un tema común para el nombre de los barcos. En el caso de la White Star Line, el tema central era utilizar el sufijo "ic". La compañía también pintó la parte de arriba de las chimeneas de color negro y la de abajo en un color ocre característico, cosa que ayudaba a distinguir sus buques de los de la competencia.
Durante el resto del siglo XIX, la White Star Line poseyó barcos tan famosos como el Britannic (I), el Germanic, el Teutonic y el Majestic (I). Algunos de estos barcos adquirieron la llamada «Banda Azul», galardón que se otorgaba al barco más rápido en realizar la travesía del Atlántico.
En 1899, Thomas Ismay construyó uno de los más bellos barcos de vapor construidos durante el siglo XIX, el Oceanic. Fue el primer barco en superar al SS Great Eastern en longitud, aunque no en peso. La construcción del barco marcó un punto a partir del cual la White Star dejó de competir en velocidad con sus rivales para pasar a concentrar sus esfuerzos únicamente en la comodidad y el precio de sus operaciones.

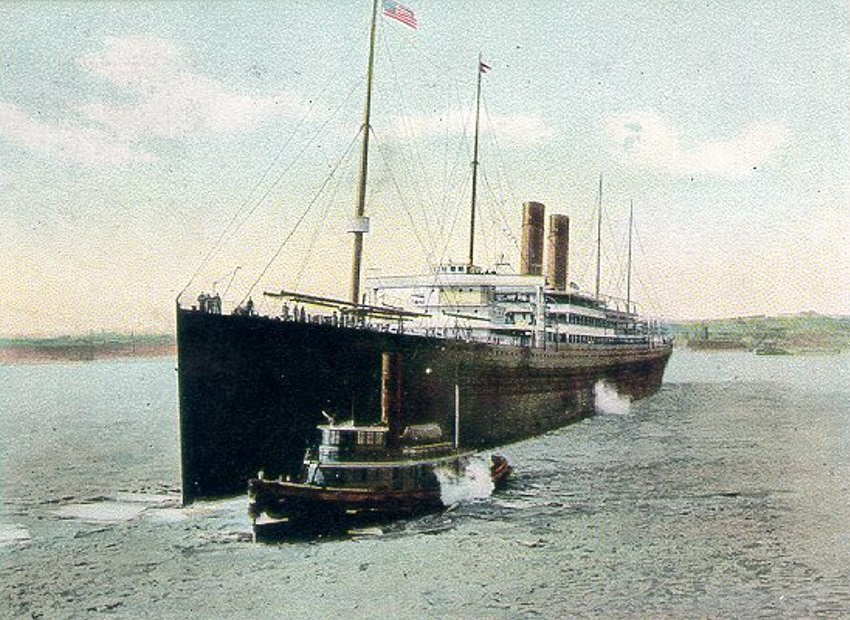
Postal del (1901), primer buque de los

Entre 1901 y 1907, cuatro barcos más entraron en servicio: el Celtic, el Cedric, el Baltic y el Adriatic. Su tamaño era tal, que se conocían como los «Cuatro Grandes» (en inglés: Big Four). En el siglo XIX y durante principios del siglo XX, la efectividad de los motores de carbón permitía alcanzar una velocidad de alrededor de 24 nudos. Dado que a más velocidad, mayor era el consumo de carbón, la White Star Line intentó definirse más por la comodidad y por la fiabilidad que por la velocidad. Por ejemplo, el RMS Titanic fue diseñado para viajar a 21 nudos, mientras que el RMS Mauretania, de la Cunard Line, alcanzaba una velocidad récord en 1926: 27 nudos.
En 1902, la White Star entró en la International Mercantile Marine Co. (IMM), un conglomerado de compañías navieras americanas. En 1903, la IMM absorbió la American Line, la Dominion Line, la Atlantic Transport Line, la Leyland Line y la Red Star Line. La IMM también alcanzó acuerdos comerciales con las compañías alemanas Hamburg America Line y Norddeutscher Lloyd. Bruce Ismay cedió el control a la IMM ante la gran presión que ejercían los accionistas y J. P. Morgan, que amenazaba con una guerra de precios. La IMM se disolvió en 1932. En 1935, tras atravesar serios problemas durante la Gran Depresión, la White Star acabó siendo absorbida por la naviera Cunard Line.

## Clase Olympic
Cunard siempre fue la principal competidora de la White Star. En respuesta a los barcos de su competencia, el Lusitania y el Mauretania, la White Star ordenó la construcción de la clase Olympic, que estaría formada por el Olympic, el Titanic y el Britannic. Su diseño y construcción fue encargada a los ingenieros navales Alexander Carlisle y Thomas Andrews.

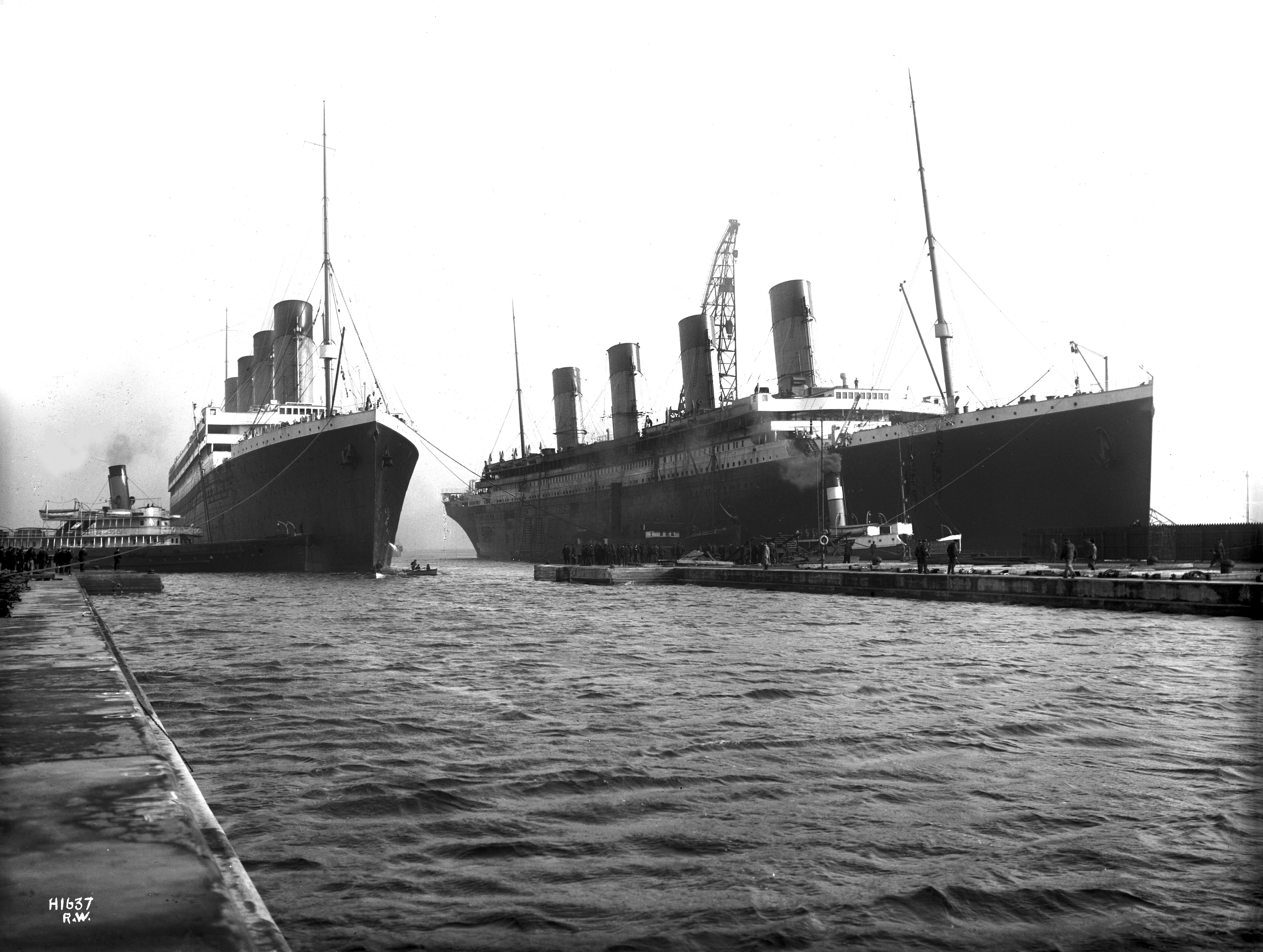
El (izquierda), y el (derecha), los dos primeros buques de la clase Olympic

Mientras que los barcos de la Cunard Line fueron famosos por su velocidad, los buques de la clase Olympic fueron planeados para ser los más grandes y lujosos del mundo. Los nombres originalmente planeados para los buques eran: Olympic, Titanic y Gigantic. Sin embargo, este último fue renombrado como Britannic tras la catástrofe del Titanic. Los nuevos barcos iban a superar con 30 metros la eslora de sus rivales de Cunard: el Lusitania y el Mauretania. 
Los buques se diseñaron usando algunas de las más avanzadas tecnologías disponibles en aquella época, tales como mamparos herméticos, que dividían el casco en diecisiete secciones independientes y que se creía que podían mantenerlos a flote en caso de rotura de una parte del casco; estarían dotados de un sistema de telegrafía, un nuevo diseño de hélice de tres palas y las instalaciones de primera clase no tenían comparación con otros buques en cuanto a lujo se refiere. Cumplían con todas las normas de seguridad exigidas por la legislación británica y norteamericana. Fueron equipados con una piscina interior, un gimnasio, una cancha de squash, una biblioteca, y una sala de recepción, entre otras comodidades para uso exclusivo de primera clase. Los camarotes estándar de primera clase fueron adornados con revestimientos de madera blancos, muebles costosos y otras decoraciones elegantes. Contaban solamente con baños compartidos que disponían de agua caliente y fría. Se contaba además con estufas eléctricas. Como una innovación en los viajes de la época, ofrecían tres ascensores para primera clase y uno para segunda.

## Posguerra y década de 1920

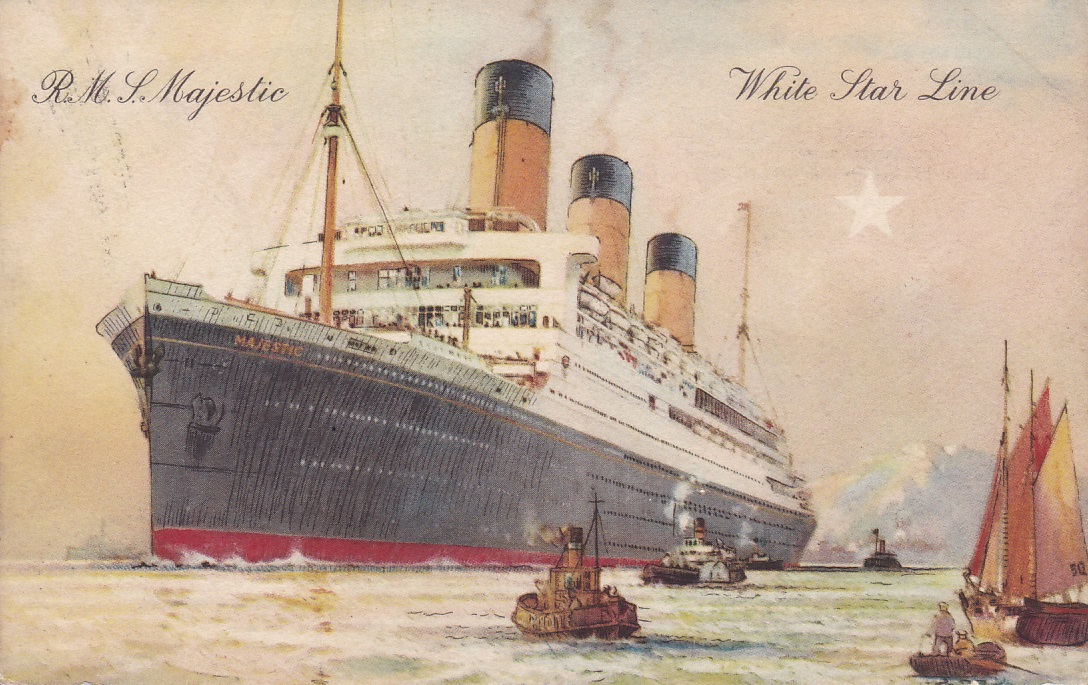
El en una postal de 1922. Este barco se convertiría en el buque insignia de la compañía durante las décadas de 1920 y 1930

Tras el final de la Primera Guerra Mundial, la Cunard Line, principal rival de la White Star Line, reestableció rápidamente su supremacía en el transporte de pasajeros a través del océano Atlántico en menos de un año, con un servicio semanal de tres buques hacia Nueva York. El RMS Mauretania, el RMS Aquitania y el RMS Berengaria (antiguo SS Imperator, transferido a Cunard por la Hamburg America Line como reparaciones de guerra), surcaban de nuevo el Atlántico. En 1915, Cunard había perdido uno de sus buques insignia, el Lusitania, torpedeado y hundido frente a las costas irlandesas en plena campaña de los U-boote. Sin embargo, la flota de la White Star había sufrido pérdidas mayores: el HMHS Britannic, tercer y último buque de la clase Olympic, se había hundido en 1916, mientras realizaba labores de barco hospital en el mar Egeo y el Oceanic también resultó hundido en 1914, tras encallar en la costa. 
Cuando terminó la contienda, el tratado de Versalles confiscó a Alemania dos grandes buques como compensación para la flota de la White Star, el SS Bismarck, tercer y mayor buque de la clase Imperator de Albert Ballin —inacabado en los astilleros Blohm & Voss de Hamburgo—, y el SS Columbus, construido en los astilleros de Schichau-Werft de Gdansk para la Norddeutscher Lloyd. Aunque ambos barcos habían sido botados, estaban lejos de ser completados y aun pasarían otros dos años hasta que fueran terminados en su totalidad, lo que impidió el retorno efectivo de la compañía al transporte de pasajeros hasta mediados de 1922. El Columbus fue renombrado como Homeric, que demostró ser muy popular para la empresa hasta el estallido de la Gran Depresión. A su vez, el Bismarck fue rebautizado como Majestic y se convertiría en el buque insignia de la compañía durante toda la década de 1920 y los primeros años de la década de 1930.

## Crisis económica y fusión con Cunard
Las compañías navieras dependían en gran medida del transporte de pasajeros inmigrantes entre Europa y América, que hacía de la travesía del Atlántico un lucrativo negocio. Cuando Estados Unidos limitó la entrada de extranjeros a mediados de los años 1920 el tráfico se resintió notablemente, y muchos barcos entraron en pérdidas ya a mediados de la década.
En 1927, la empresa fue adquirida por la Royal Mail Steam Packet Company (RMSPC), convirtiéndose esta en el mayor grupo de transporte del mundo. 

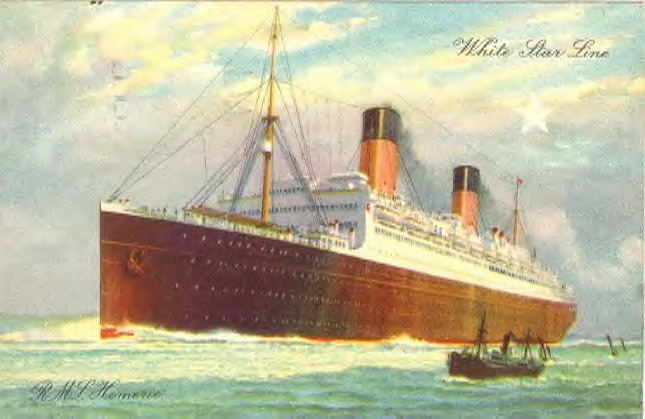
Postal del, hacia 1925

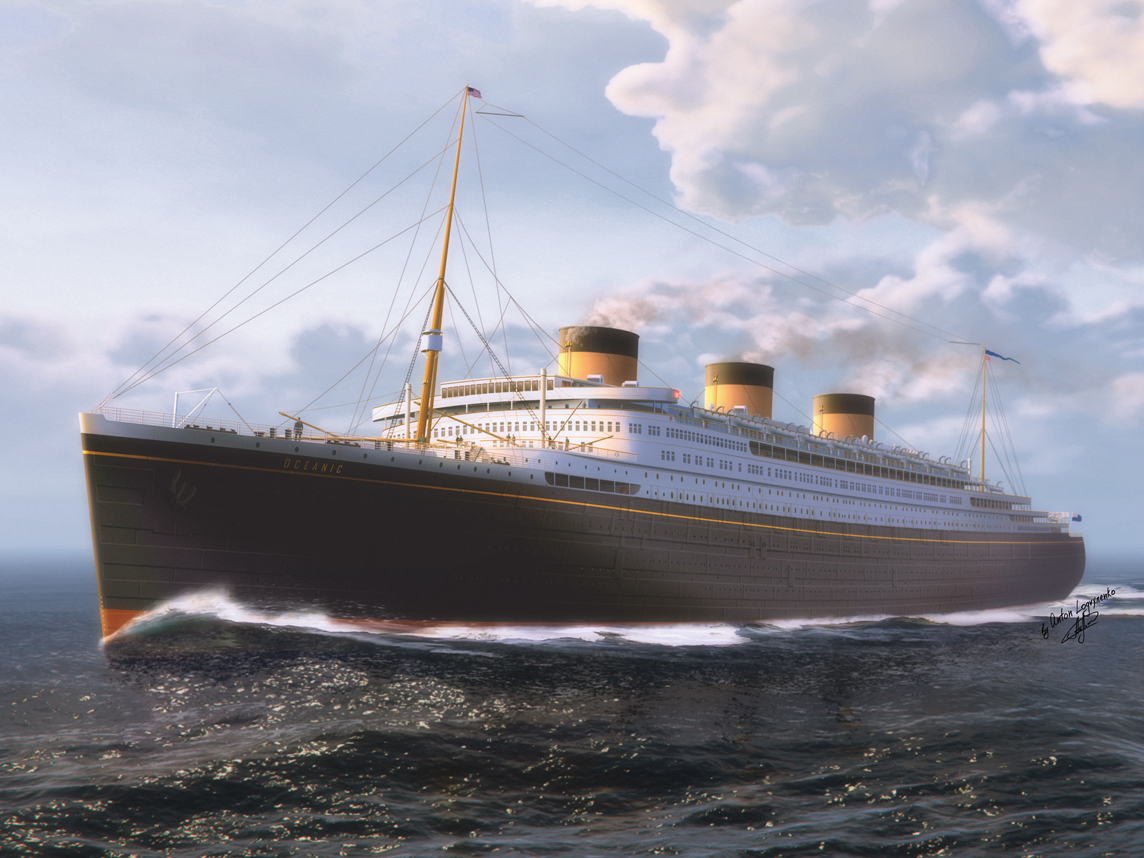
Ilustración digital del, barco que White Star finalmente no construyó debido a la falta de financiación durante la Gran Depresión que siguió al Crac de 1929

En 1928 fue ordenado un nuevo gran transatlántico: el RMMV Oceanic que contaría con 1000 pies (300 m) de largo. La White Star encomendó a los astilleros de Harland & Wolff el encargo de construir su quilla.
La construcción se retrasó por una disputa acerca de su motor, y la White Star decidió que se utilizaría el nuevo sistema de propulsión diésel-eléctrica, en lugar de la tradicional propulsión de vapor, inicialmente previsto para el Cedric de 1913, que jamás fue construido.
Sin embargo, la situación financiera de la compañía empeoró al comienzo de los años treinta, como consecuencia de los estragos causados por el Crac del 29. El futuro de la compañía era cada vez más incierto.
La construcción del Oceanic fue aplazada y luego cancelada debido a la caída de la Royal Mail Steam Packet Company (RMSPC), como consecuencia de los problemas financieros de su presidente, sir Owen Philips. Los préstamos respaldados por los gobiernos de Inglaterra e Irlanda del Norte destinados a la construcción del Oceanic fueron desviados para la construcción de los dos últimos barcos construidos para la White Star, el MV Britannic y el MV Georgic.
El acero de la quilla del Oceanic fue utilizado para la construcción de los nuevos barcos.

### Últimos años
La RMSPC fue liquidada en 1932, debido a problemas financieros. Una nueva compañía, la Royal Mail Lines Limited, se hizo cargo de los barcos de la RMSPC, incluyendo los de la White Star.
En 1933, la White Star y la Cunard Line estaban en graves dificultades financieras debido a la Gran Depresión, la caída del número de pasajeros y la avanzada edad de sus flotas.
El nuevo proyecto de la Cunard para construir un gran transatlántico, el RMS Queen Mary, se había detenido para ahorrar dinero.
En 1933 el gobierno británico accedió a prestar asistencia para completar el Queen Mary, con la condición de que las dos empresas se fusionaran. El acuerdo se completó el 30 de diciembre de 1933, y la nueva Cunard White Star Limited fue oficialmente creada el 10 de mayo de 1934.
La White Star contribuyó con diez buques para la flota de la nueva empresa, mientras que Cunard lo hizo con quince. Un año después de esta fusión, el RMS Olympic, último barco de su clase, fue retirado del servicio. Dos años más tarde, en 1937, sus restos fueron desmantelados por completo.
En 1947, la Cunard Line adquirió el 38% de la Cunard White Star que aún no poseía, y el 31 de diciembre de 1949, se hizo con todos los activos y operaciones de la empresa, absorbiendo definitivamente a la White Star Line y volviendo a usar solamente el nombre "Cunard".

## Últimos barcos

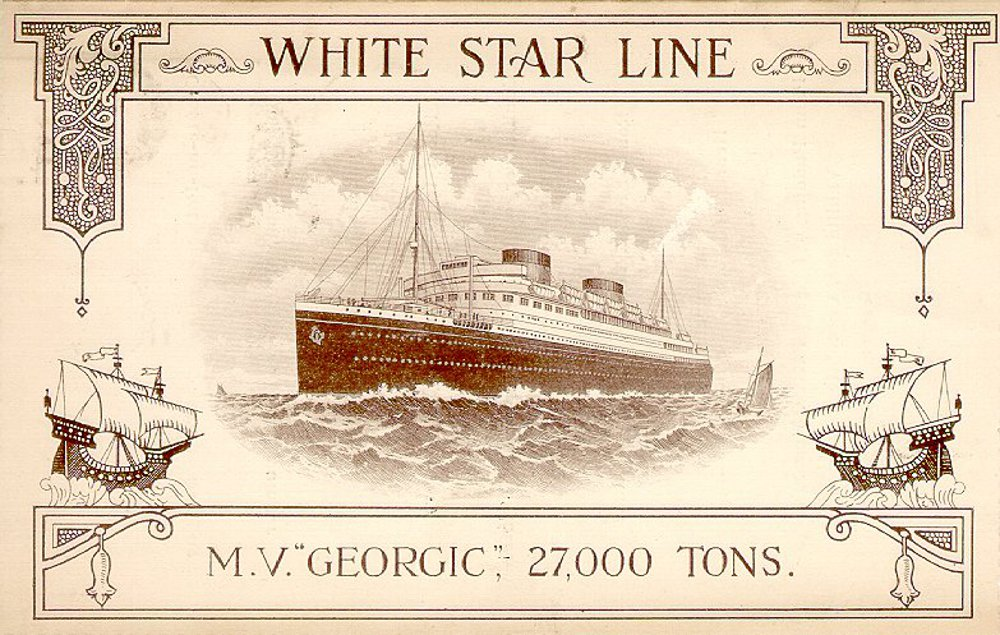
El, último barco construido para la White Star

De los buques que conformaban la flota de la White Star, el más grande —y que desde 1934 operó para la nueva Cunard White Star Line— fue el RMS Majestic. Operó desde 1922 hasta 1937, cuando la Cunard White Star decidió venderlo para su desguace como consecuencia de varios problemas eléctricos y estructurales.
Uno de los buques más importantes de la empresa fue el RMS Olympic —que, antes de la fusión de la White Star con Cunard, fue remodelado en 1932 y reintroducido en la travesía del Atlántico en marzo de 1933—. En 1934 entró en la flota de la Cunard White Star Line junto con los otros nueve barcos pertenecientes a la White Star. Al año siguiente, debido a la dificultad económica para mantener todos sus buques, la nueva compañía lo retiró del servicio junto al Mauretania y el Homeric. Tras 23 años de servicio, el "Barco Magnífico" —apodo con el que era conocido entonces— abandonó Nueva York por última vez el 5 de marzo de 1935, antes de ser retirado del servicio y posteriormente desguazado.
Otro barco destacado fue el SS Laurentic. Construido en 1927, sirvió para la White Star hasta 1934 y, desde esa fecha, para la Cunard White Star hasta 1939, cuando fue requisado y convertido en transporte de tropas durante la Segunda Guerra Mundial. Más tarde, fue hundido por un submarino alemán.
Los últimos sobrevivientes de la White Star fueron el MV Britannic y el MV Georgic. El Georgic reemplazó al Olympic en la ruta entre Gran Bretaña y Estados Unidos debido a su salida de servicio. Fue requisado para ser transporte de tropas durante la II Guerra Mundial; el 7 de julio de 1941, estaba atracado en el Puerto Tewfik cuando aviones alemanes aparecieron, lo detectaron y procedieron a atacarlo, las bombas lanzadas por los aviones causaron un gran incendio que llegó a una chimenea cargada de municiones, las cuales estallaron y dañaron seriamente la zona de popa. Fue llevado a Harland & Wolff para su reparación y regresó a la flota de la Cunard White Star en 1948. Para mayo de 1950 estaba listo para continuar con su servicio, ahora para la Cunard Line, operando para dicha compañía hasta su retirada del servicio, en 1954.
El Britannic fue bastante popular debido a que representaba lo que entonces era lo último en decoración interior, así como su mobiliario y también por el diseño de sus chimeneas.
Operó para la Cunard White Star en la ruta entre Londres y Nueva York hasta que fue requisado por la Royal Navy como transporte de tropas al inicio de la II Guerra Mundial.
En 1950, la Cunard Line disolvió la Cunard White Star Line, al absorber el 38% de las acciones pertenecientes a la White Star. Tras la disolución, el Britannic y el Georgic se incorporaron a la flota de Cunard, constituyendo los últimos buques operativos de la White Star.
Aunque pertenecían a Cunard, tanto el Georgic como el Britannic conservaron los colores de su empresa original, y en ellos ondeaba la bandera de dicha compañía, junto a la de la Cunard.
El Britannic operó con la Cunard hasta que, el 25 de noviembre de 1960, realizó su viaje final de Liverpool a Nueva York, siendo el último viaje transoceánico hecho por un barco de la White Star. Este viaje se caracterizó porque fue escoltado por botes de bomberos, los mismos que normalmente acompañan a los buques durante su viaje inaugural. Llegó a Liverpool por última vez el 2 de diciembre de ese mismo año, para que, catorce días después, saliera para ser desmantelado, poniendo así el fin definitivo a la White Star Line.

## Desastres

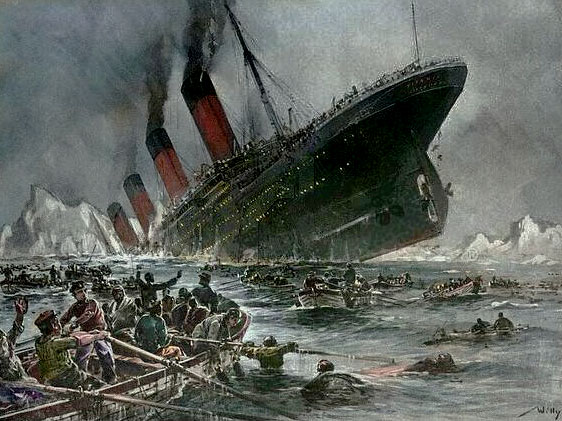
Ilustración del hundimiento del Titanic, obra de Willy Stöwer (1912)

La historia de la White Star estuvo marcada por grandes desastres y muchas dosis de mala suerte. 
En 1873, el RMS Atlantic naufragó cerca de Halifax, perdiéndose 545 vidas. En 1893, el SS Naronic desapareció con 74 personas a bordo después de partir de Liverpool con dirección a Nueva York.
En 1909, el RMS Republic se hundió tras una colisión con el crucero Florida. 
En septiembre de 1911, el RMS Olympic tuvo una colisión con el acorazado HMS Hawke.
En abril de 1912, sobrevino la catástrofe del RMS Titanic, hundido tras colisionar con un iceberg mientras realizaba su viaje inaugural entre Southampton y Nueva York. 
Un destino similar tuvo el HMHS Britannic durante el transcurso de la Primera Guerra Mundial, cuando una mina cerca de la isla griega de Ceos provocó su hundimiento.
Es de reseñar que a pesar de sus numerosos desastres, el nivel de accidentes de la White Star Line se podría considerar superior a la media pero no escandaloso, debido al alto número de buques que operaba y a los pocos elementos de seguridad con que contaban los buques de la época.

## La White Star hoy

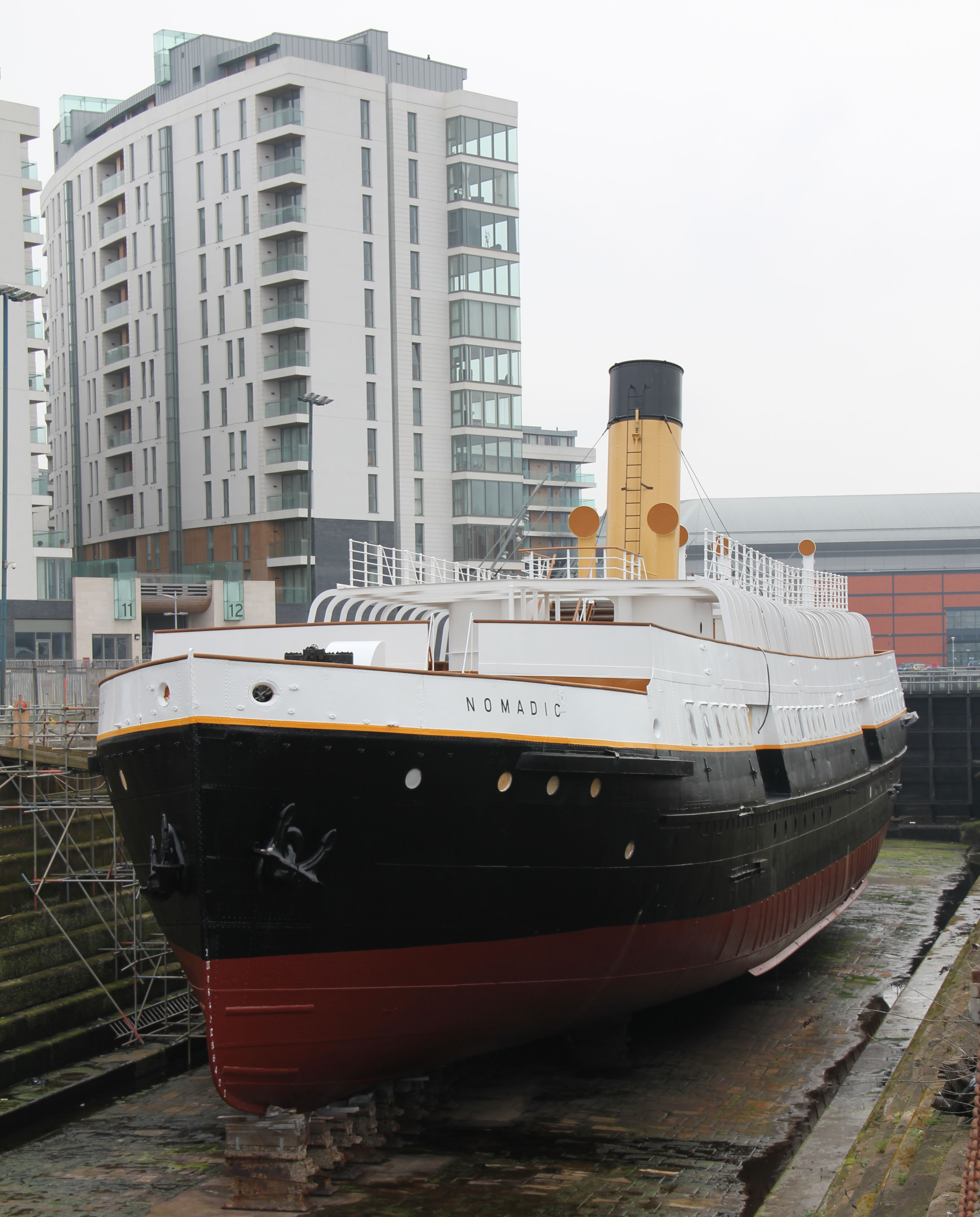
El, único barco superviviente de la White Star, siendo restaurado en Belfast en 2012

Las oficinas de la White Star Line en Londres, llamadas Oceanic House, aún existen. Están muy cerca de Trafalgar Square, y aún se puede ver el nombre del edificio en la entrada.
El transbordador SS Nomadic, construido en 1911, es el último barco superviviente de la flota de la White Star y fue adquirido por el Departamento de Desarrollo Social de Irlanda del Norte en enero de 2006. Desde entonces está en Belfast, donde está siendo restaurado bajo la supervisión de la Nomadic Preservation Trust y con la ayuda de los constructores originales del buque, Harland & Wolff. Sus compradores pretenden convertirlo en la pieza central de un museo dedicado a la historia de los viajes atlánticos, a la White Star, y a su barco más famoso, el Titanic. 
Del mismo modo, la Cunard Line introdujo el Servicio White Star como nombre de la marca de sus barcos, el RMS Queen Mary 2, el MS Queen Victoria y el MS Queen Elizabeth. La White Star Academy es utilizada para preparar a los miembros de la tripulación de Cunard.
La bandera de la White Star es izada en los buques de Cunard cada 15 de abril, en memoria del naufragio del Titanic.

## Rutas
| 1872-1960 Liverpool - Nueva York                               |
| 1872-1960 Liverpool - Boston / Filadelfia                      |
| 1899-1934 Liverpool - Melbourne - Sídney                       |
| 1883-1926 Liverpool - Nueva Zelanda                            |
| 1872-1873 Liverpool - Valparaíso                               |
| 1872-1873 Liverpool - Suez - Calcuta                           |
| 1875-1883 San Francisco - Yokohama - Hong Kong                 |
| 1903-1909 Nueva York - Azores - Gibraltar - Nápoles - Génova   |
| 1907-1934 Southampton - Cherburgo - Queenstown - Nueva York    |
| 1909-1939 Liverpool - Belfast / Glasgow - Quebec - Montreal    |
| 1922-1926 Hamburgo / Bremen - Quebec - Montreal                |
| 1928-1930 Londres - Le Havre - Southampton - Quebec - Montreal |

## Barcos
Ver Anexo:Barcos de la White Star Line.

## Más lecturas
- The ship's list
- History of the White Star Line
- Red duster page on the White Star Line
- Brief company overview Archivado el 8 de enero de 2008 en Wayback Machine.
- Info on the original financing deal Archivado el 25 de mayo de 2013 en Wayback Machine.
- Chirnside, Mark (2016). The 'Big Four' of the White Star Fleet: Celtic, Cedric, Baltic & Adriatic. Stroud, Gloucestershire: The History Press. ISBN 9780750965972.
- Gardiner, Robin, History of the White Star Line, Ian Allan Publishing 2002. ISBN 0-7110-2809-5
- Oldham, Wilton J., The Ismay Line: The White Star Line, and the Ismay family story, The Journal of Commerce, Liverpool, 1961
- "A Nice Quiet Life" by Alfred H Burlinson, an engineer who served on the Olympic, the Megantic, and Britanic